# 仲村綾乃
仲村 綾乃（なかむら あやの、1980年10月23日 - ）は東京都出身、プチスマイル所属の女優。尊敬する人は、両親、大工さん、淀川長治。

## 略歴
- 1996年、人気映画作品『Shall we ダンス?』でデビュー。

## 出演作

### 映画
- Shall we ダンス?（1996年）- 杉山千景 役
- かわいいひと「EPISODE II」（1998年） - 飯田奈緒 役 ※ビデオ題「ポッキー坂恋物語 かわいいひと」
- 自殺サークル（2002年）
- 葉桜の頃にゑいて
- blue（2002年） - 渡辺千加 役
- tokyo.sora（2002年）- 美大のコ 役
- ZOO「SEVEN ROOMS」（2006年）

### オリジナルビデオ
- 難波金融伝ミナミの帝王36「仕組まれた結婚」（2006年）

### テレビ番組
- CLICK　レギュラー（SSTV）
- MVAへの道　レギュラー（SSTV）
- WEEKEND JOY（NHK - BS）
- BS11PM（BS日テレ）

## 写真集
- ASAHI PRESS volume3（朝日出版社）
- tokyo.sora FILM BOOK（プチグラパブリッシング）